# Armageddon (album Aespy)
Armageddon – pierwszy album studyjny południowokoreańskiej grupy Aespa. Został wydany przez SM Entertainment 27 maja 2024 roku i zawiera dziesięć utworów, w tym dwa single: „Supernova” i „Armageddon”.

## Tło wydania
22 kwietnia 2024 roku SM Entertainment ogłosiło, że Aespa wyda swój pierwszy album studyjny zatytułowany Armageddon. Ogłoszono również, że album będzie zawierał dwa single: „Supernova” i „Armageddon”, z których pierwszy zostanie wydany 13 maja, a drugi wraz z całym albumem 27 maja. 2 maja ujawniono harmonogram promocyjny w trailerze zatytułowanym „Launch Code”. Osiem dni później opublikowano listę utworów wraz z zapowiedzią wideo highlight medley. 12 maja ukazał się zwiastun teledysku do „Supernova”. „Supernova” została wydana wraz z teledyskiem 13 maja. Zapowiedzi wideo do utworów „Long Chat”, „Licorice” i „Live My Life” były publikowane od 15 do 17 maja. Wersja CD Armageddon zawierająca odtwarzacz CD została wydana 19 lipca.

## Odbiór komercyjny
27 maja 2024 roku poinformowano, że Armageddon sprzedał się w przedsprzedaży w ponad 1,02 miliona egzemplarzy.
W Chinach album osiągnął pierwsze miejsce na liście sprzedaży albumów cyfrowych QQ Music i uzyskał certyfikat „podwójnej platyny” w ciągu 3 godzin od wydania.

## Lista utworów
| CD  | CD               | CD                          | CD                                                                               | CD                         | CD      |
| Nr  | Tytuł utworu     | Tekst                       | Kompozycja                                                                       | Aranżacja                  | Długość |
| --- | ---------------- | --------------------------- | -------------------------------------------------------------------------------- | -------------------------- | ------- |
| 1.  | „Supernova”      | Kenzie                      | Kenzie, Paris Alexa, Dem Jointz                                                  | Dem Jointz                 | 2:59    |
| 2.  | „Armageddon”     | Bang Hye-hyun (Jam Factory) | Ejae, Sumin, Waker (153/Joombas), No Identity                                    | No Identity                | 3:17    |
| 3.  | „Set the Tone”   | Jo Yoon-kyung               | Ludwig Lindell, Daniel Caesar, Ylva Dimberg                                      | Caesar & Loui              | 3:23    |
| 4.  | „Mine”           | Lee Eun-hwa (153/Joombas)   | Mike Daley, Mitchell Owens, Nicole "KOLE" Cohen, Adrian McKinnon                 | Mike Daley, Mitchell Owens | 3:14    |
| 5.  | „Licorice”       | Kang Eun-jeong              | Daniel Davidsen, Peter Wallevik, Moa "Cazzi Opeia" Carlebecker, Karen Poole      | PhD                        | 2:39    |
| 6.  | „Bahama”         | Kenzie                      | Jonatan Gusmark, Ludvig Evers, Moa "Cazzi Opeia" Carlebecker, Ellen Berg, Kenzie | Moonshine, Kenzie          | 3:11    |
| 7.  | „Long Chat (#♥)” | Moon Seol-li                | Stian Nyhammer Olsen, Live Rabo Lund-Roland, Nora Grefstad, Julia Finnseter      | Stian Nyhammer Olsen       | 3:16    |
| 8.  | „Prologue”       | Mola, Mi-ah (153/Joombas)   | Gil Lewis, Micky Blue                                                            | Gil Lewis                  | 3:15    |
| 9.  | „Live My Life”   | Leslie                      | Sophia Brenan, Nick Hahn, Edvard Erfjord                                         | Edvard Erfjord             | 2:40    |
| 10. | „Melody”         | Lee O-neul                  | MinGtion, Sophia Pae                                                             | MinGtion                   | 3:08    |

## Notowania
| Lista                                       | Pozycja | Źr.    |
| ------------------------------------------- | ------- | ------ |
| South Korean Albums (Circle)                | 2       | [ 14 ] |
| Australian Hitseekers Albums (ARIA)         | 12      |        |
| Austrian Albums (Ö3 Austria)                | 45      | [ 15 ] |
| Belgian Albums (Ultratop Flanders)          | 94      | [ 15 ] |
| Belgian Albums (Ultratop Wallonia)          | 196     | [ 15 ] |
| Croatia International Albums (HDU)          | 14      | [ 16 ] |
| French Albums (SNEP)                        | 77      | [ 17 ] |
| German Albums (Offizielle Top 100)          | 45      | [ 15 ] |
| Japanese Albums (Oricon)                    | 4       | [ 18 ] |
| Japanese Combined Albums (Oricon)           | 3       | [ 19 ] |
| Japan Hot Albums (Billboard Japan)          | 14      | [ 20 ] |
| Nigerian Albums (TurnTable)                 | 34      | [ 21 ] |
| Lithuanian Albums (AGATA)                   | 98      | [ 22 ] |
| Portuguese Albums (AFP)                     | 193     | [ 15 ] |
| Swedish Physical Albums (Sverigetopplistan) | 20      | [ 23 ] |
| UK Album Downloads (OCC)                    | 52      | [ 24 ] |
| US Billboard 200                            | 25      | [ 25 ] |
| US World Albums (Billboard)                 | 1       | [ 26 ] |